# Приз Сюзанни Б'янкетті
«Приз Сюза́нни Б'янке́тті» (фр. Prix Suzanne-Bianchetti) — французька нагорода Товариства драматургів і театральних композиторів (фр. Société des auteurs et compositeurs dramatiques — SACD), яка щорічно вручається з 1937 року багатонадійній молодій акторці.

## Історія
Приз був створений сценаристом і актором Рене Жанном (фр. René Jeanne 1887—1969), який на той час був директором Установи кінематографії збройних сил (фр. Établissement cinématographique des armées — ECA) на згадку про свою дружину, яка померла в 1936 році у віці 47 років.
Перший «Приз Сюзанни Б'янкетті» був присуджений у 1937 році Жуні Астор (фр. Junie Astor, 1912—1967) за її роль у фільмі Club de femmes («Жіночий клуб»). Приз є медальйоном з вигравійованим портретом Сюзанни Б'янкетті.
Роже Дюма (фр. Roger Dumas) — єдиний чоловік, що отримав «Приз Сюзанни Б'янкетті» в 1959 році за виконання ролі у фільмі Rue des prairies («Вулиця Прері»).

## Список лауреатів (неповний)
- 1937 : Жулі Астор[2]
- 1938 : Жанін Дарсе[4]
- 1939 : Сільвія Батай
- 1940 : Мішлін Прель
- 1947 : Симона Синьойоре
- 1948 : Оділь Версуа
- 1949 : Арлет Тома
- 1950 : Крістіана Леньє
- 1951 : Надін Аларі
- 1952 : Надін Базіль[5]
- 1953 : Ечика Шуро[5]
- 1954 : Марина Владі
- 1955 : Женев'єва Кервін
- 1956 : Анні Жирардо
- 1957 : Анна Доат[6]
- 1958 : Паскаль Петі
- 1959 : Роже Дюма[7][8]
- 1960 : Перретт Прадьє
- 1961 : Рене-Марі Поте
- 1962 : Корін Маршан
- 1963 : Марі Дюбуа[9]
- 1964 : Колетта Кастель
- 1965 : Маша Меріль
- 1966 : Женев'єва Бужольд
- 1967 : Каролін Сельє
- 1968 : Даніела Евену
- 1970 : Людмила Мікаель
- 1972 : Бюль Ож'є
- 1974 : Ізабель Аджані
- 1976 : Ізабель Юппер
- 1980 : Домінік Лаффен
- 1987 : Жульєт Бінош[10]
- 1988 : Маріанна Басле
- 1990 : Домінік Блан
- 1991 : Анук Гренбер
- 1993 : Шарлотта Каді
- 1994 : Ізабель Карре[11]
- 1995 : Клотильда Куро
- 1996 : Сандрін Кіберлен
- 1998 : Вірджинія Ледоєн
- 2000 : Одрі Тоту
- 2001 : Барбара Шульц
- 2002 : Франсуаза Жиллар
- 2003 : Мелані Дуте
- 2004 : Сара Форестьє та Софі Кінтон
- 2005 : Хлоя Ламбер
- 2006 : Наталі Бутфо
- 2007 : Дебора Франсуа
- 2008 : Клотильда Ем
- 2009 : Астрід Берже-Фрісбі
- 2010 : Елоді Навар
- 2011 : Анаїс Демустьє
- 2012 : Марі Кремер
- 2013 : Полін Етьєн
- 2014 : Адель Енель
- 2015 : Марина Вакт
- 2016 : Каміль Коттен
- 2017 : Суліан Брагім[12]